# Cardinal Health
Cardinal Health, Inc. er en amerikansk multinational sundhedsvirksomhed og lægemiddelgrossist. Virksomheden er også producent af medicinske produkter, hvilket inkluderer handsker, operationsudstyr og væskebehandling. Cardinal Health forsyner over 75 % af hospitaler i USA med medicinske produkter.
Virksomheden blev etableret i 1971 som Cardinal Foods af Robert D. Walter og var oprindeligt en fødevaregrossist. Efter opkøb af Bailey Drug Company i 1979, begyndte de som lægemiddelgrossist.